# Сант-Анатолія-ді-Нарко
Сант-Анатолія-ді-Нарко (італ. Sant'Anatolia di Narco) — муніципалітет в Італії, у регіоні Умбрія, провінція Перуджа.
Сант-Анатолія-ді-Нарко розташований на відстані близько 100 км на північ від Рима, 60 км на південний схід від Перуджі.
Населення — 563 особи (2014).
Щорічний фестиваль відбувається 9 липня. Покровитель — Sant'Anatolia.

## Демографія
Населення за роками:

Станом на 1 січня 2023 року в муніципалітеті офіційно проживало 28 іноземців з 9 країн, серед них 11 громадян країн Євросоюзу та 5 громадян України.

## Сусідні муніципалітети
- Монтелеоне-ді-Сполето
- Поджодомо
- Скеджно
- Сполето
- Валло-ді-Нера